# Tarenna sakae
Tarenna sakae är en måreväxtart som beskrevs av William Grant Craib. Tarenna sakae ingår i släktet Tarenna och familjen måreväxter. Inga underarter finns listade i Catalogue of Life.